# 胜利乡 (科尔沁左翼中旗)
胜利乡是中华人民共和国内蒙古自治区通辽市科尔沁左翼中旗下辖的一个乡。
2012年1月20日，内蒙古自治区人民政府批复同意从保康镇划出部分区域，设置胜利乡，辖套格吐套布、塔拉吐、蒙古大营、额木勒吐、旺沁套布、音德日吐、卢家窑、孟家窝堡、东张家窑、安家窑、胜利屯、谢家窑、西太平、前太平、后太平、大辛屯、平安新、新民、巨宝、仁义、东保安、腰保安、富海23个嘎查村，驻格吐套布。

## 行政区划
胜利乡下辖以下村级行政区划单位：
套格吐套布嘎查、谢家窑村、卢家窑村、塔拉吐嘎查、蒙古大营嘎查、额木勒吐嘎查、旺沁套布嘎查、孟家窝堡村、东张家窑村、安家窑村、胜利屯村、西太平村、富海村、音德日吐村、腰保安村、东保安村、巨宝村、仁义村、后太平村、新民村、前太平村、大辛屯村和平安新村。